# Департамент государственной безопасности ЧРИ
Департамент (Служба) государственной безопасности Чеченской Республики Ичкерия был создан в 1991 году. Штаты департамента формировались из бывших сотрудников КГБ и МВД СССР. Департамент широко использовал опыт работы советских правоохранительных органов и спецслужб. Организация неоднократно реформировалась и переименовывалась, её функции изменялись, штаты периодически сокращались.

## История
Первоначально организация называлась службой национальной безопасности. Некоторое время её руководителем был Ибрагим Сулейменов. С мая 1992 по май 1993 года её возглавлял Салман Хасимиков. В руководстве республики произошёл раскол: часть руководителей считала необходимым нормализацию отношений с Россией и проведение рыночных реформ («прагматики»), другие настаивали на усилении власти президента, введении цензуры, запрете политической оппозиции, конфронтации с Россией («радикалы»). Хасимиков оказался в числе первых. Предлогом для его отставки послужил его отказ применить насилие по отношению к участникам митинга на Театральной площади. В июне 1993 года служба была упразднена и вместо неё был создан департамент национальной безопасности, который должен был выполнять функции политической полиции, разведки и контрразведки. Руководителем департамента был назначен бывший начальник Гудермесского ГУВД Султан Гелисханов.
19 декабря 1993 года Джохаром Дудаевым был издан указ № 172, в соответствии с которым действия или бездействие сотрудников спецслужб (в том числе бывших), направленные на подрыв государственного строя Ичкерии, а также совершение ими преступлений против Чеченской Республики наказывалось лишением свободы на срок до 15 лет или смертной казнью с конфискацией имущества. 6 января 1994 года президентом Ичкерии был издан указ № 23, по которому гражданам республики вменялось в обязанность по первому требованию сотрудников Департамента предоставлять интересующую их информацию и документы в отношении юридических лиц. Уклонение от исполнения указа каралось наложением штрафа до 20 минимальных размеров оплаты труда или административным арестом до 15 суток.
В декабре 1994 года началась Первая чеченская война, и это внесло коррективы в деятельность департамента. Указом от 3 февраля 1995 года на период боевых действий работа департамента подчинялась Главному штабу Вооружённых cил Ичкерии. Однако 7 октября того же года указом Дудаева существующие в республике особые отделы были ликвидированы, деятельность ДГБ была возобновлена, а руководителем департамента был назначен полковник Абусупьян Мовсаев. Кроме того, ДГБ и МВД ЧРИ на период боевых действий наделялись дополнительными полномочиями — «…правом санкционировать обыски, задержания, аресты лиц, совершивших особо опасные и опасные государственные преступления против чеченского народа и его государства как на территории Чеченской Республики Ичкерия, так и за её пределами», а руководителям этих служб вменялись функции заместителя Генерального прокурора ЧРИ.
В структуру ДГБ входили центральный аппарат со штабом, секретной частью, контрразведывательным управлением, которое состояло из экономического, оперативного, контрразведывательного отделов, и другие подразделения. Кроме того, имелось 8 районных отделов ДГБ.
Приоритетной деятельностью ДГБ было противодействие спецслужбам и федеральным войскам РФ. В 1996—1997 годах департамент собирал информацию о передвижении военных колонн и составов федеральных войск по территории Чечни. Качество информации, докладываемой руководству, даёт основания полагать, что ДГБ ЧР имел разветвленную агентурную сеть, а также добровольных помощников на всей территории Чечни. Эта информация использовалась для ведения диверсионной деятельности.
Многие сотрудники за неполные три года прошли путь от младших офицеров до полковников. Кадровая политика была пущена на самотёк. Сотрудники оформлялись только спустя полгода и более с момента начала работы в ДГБ. Многие сотрудники до 1998 года не имели удостоверений. Выплаты осуществлялись в иностранной валюте без каких-либо бухгалтерских документов.
После заключения хасавюртовских соглашений основной задачей ДГБ стало сохранение власти Зелимхана Яндарбиева. По мнению В. Павлова, с этой целью по приказу Яндарбиева было осуществлено убийство сотрудников Международного Красного Креста в селе Новые Атаги. В период проведения президентских выборов 1997 года для обеспечения общественного порядка сотрудники ДГБ были переведены на казарменное положение.
В январе 1997 года из состава департамента были выделены несколько подразделений, которые образовали вновь созданную службу национальной безопасности (СНБ) ЧРИ. Её руководителем стал Абусупьян Мовсаев, к тому времени ставший бригадным генералом. На СНБ были возложены следующие задачи:
- контрразведывательная деятельность;
- борьба с преступностью среди наёмников;
- обеспечение безопасности стратегических объектов;
- борьба с некоторыми видами преступности;
- соблюдение чистоты нации;
- борьба с нарушениями правил полиграфии, организованной преступностью, незаконными вооружёнными формированиями, незаконным оборотом оружия и наркотиков, похищениями граждан, шпионажем и целым рядом других направлений.

Сотрудникам СНБ, за исключением выполняющих задания по линии внешней разведки, запрещалось выезжать за пределы Ичкерии без разрешения руководства. 13 февраля 1998 года парламентом Ичкерии был принят закон о люстрации, согласно которому все назначаемые на руководящие посты в госаппарате должны были проверяться на благонадёжность. Было поручено собирать компромат на всех чиновников и полевых командиров, занимающих в государственной иерархии более или менее высокое положение. В мае 1997 года был принят ряд мер по обеспечению безопасности президента Ичкерии.
Был установлен жёсткий порядок приёма новых сотрудников, а также регистрации и исполнения документов. Были проведены мероприятия по проверке профессиональных качеств сотрудников и составлен тест из 76 вопросов, который назывался «Тест для профессионального отбора и проверки психологического уровня при приеме на работу и периодического тестирования сотрудников СНБ ЧРИ». С 13 сентября 1997 года сотрудникам было запрещено вступать в несанкционированные контакты с иностранными гражданами.
В августе 1997 года директором СНБ был назначен бригадный генерал Апти Баталов.
В середине сентября 1997 года началась острое противостояние СНБ с руководством Генеральной прокуратуры. Последнее не устраивали методы работы спецслужбы, связанные с многочисленными нарушениями законов Ичкерии. Обращения руководства прокуратуры с президенту и парламенту ЧРИ последствий не имели. По мнению Баталова, СНБ подчинялась непосредственно президенту и не нуждалась в указаниях других государственных структур. Однако Баталову пришлось оставить свою должность. С 30 декабря 1997 года исполняющим обязанности директора, а с 6 января директором СНБ стал Лечи Хултыгов.
12 января 1998 года президентским указом была установлена численность СНБ в 150 человек, которую запрещено было изменять в течение трёх месяцев. Уволенный по собственному желанию или за небольшой проступок сотрудник мог через некоторое время восстановиться. В случае увольнения за совершение должностного преступления такая возможность исключалась. Кроме того, такие сотрудники лишались права работать в каких-либо силовых структурах Ичкерии вообще. За февраль 1998 года были уволены не менее двух начальников управлений и их заместителей, четверо начальников отделов и их заместителей, более 20 оперативных сотрудников. В марте образовавшиеся вакансии были заполнены за счёт вертикального перемещения сотрудников. Через три месяца была проведена повторная переаттестация.
В это время в Ичкерии происходил разгул преступности. Полевые командиры перешли к похищениям нефти и людей, бандитизму, казнокрадству, торговле оружием и людьми. Попытки силовых структур помешать этому успеха не имели. Кроме того, некоторые из полевых командиров вступили в прямое военное противостояние с властью. В течение 1998 года Масхадов несколько раз становился объектом терактов. Также были совершены покушения на муфтия Чечни и члена Президентского совета Ахмата Кадырова, ряд руководителей более низкого ранга.
В марте 1998 года в СНБ было создано управление по борьбе с преступностью. В течение только этого года против двух сотрудников службы были заведены уголовные дела, информация ещё по пяти эпизодам была направлена в Главную военную прокуратуру ЧРИ. Генпрокуратурой была подготовлена справка о деятельности СНБ, в которой перечислялись претензии к её работе: следствие, продолжающееся годами; аресты граждан, не согласованные с прокуратурой; отсутствие позитивных результатов в деятельности; высокая смертность среди задержанных; выполнение несвойственных функций.
21 июня 1998 года группа боевиков под руководством Джафарова, принадлежавших к формированиям Салмана Радуева, захватила здание Госкомитета Ичкерии по телевидению и радиовещанию. В ходе перестрелки, в которую переросли переговоры, были застрелены Джафаров, Хултыгов и один из сотрудников СНБ. На Радуева было заведено уголовное дело, но оно было спущено на тормозах. Это произошло из-за того, что уголовное дело не имело перспектив, так как только в Грозном у Радуева было 2500 вооружённых сторонников. Исполняющим обязанности директора СНБ стал бригадный генерал М. Кориев. В августе того же года новым директором СНБ стал родственник покойного директора майор Ибрагим Хултыгов.
3 ноября 1998 года была создана госкомиссия по рассмотрению личных дел граждан, в 1994—1996 годах сотрудничавших с российскими властями. Этот шаг имел целью консолидацию общества на почве борьбы с внешними врагами. В СНБ была создана компьютерная база «национал-предателей Чеченской Республики Ичкерия».
14 марта 1999 года был обнародован указ Масхадова о создании Министерства государственной безопасности (МГБ). Министром госбезопасности стал Турпал-Али Атгериев, который одновременно исполнял обязанности заместителя Председателя Кабинета министров ЧРИ. Министерство объединяло подразделения СНБ, особого управления Президента, управления по борьбе с похищениями людей и управления по борьбе с терроризмом. Все здания, сооружения и другие материально-технические ценности также передавались в собственность МГБ.
3 апреля того же года Атгериев обратился в Нацбанк Ичкерии с требованием прекратить какие-либо отношения с организациями, вошедшими в состав МГБ. 8 апреля бывший руководитель СНБ Ибрагим Хултыгов написал письма во все властные инстанции с требованием пресечь незаконные действия Атгериева. 20 апреля парламент Ичкерии вынес постановление об отмене указа президента как противоречащего «… священному Корану, Сунне Пророка, … и Конституции ЧРИ». Самостоятельность СНБ была сохранена.
В течение всего срока существования Ичкерии в ней функционировали десятки спецслужб, которые остро конкурировали друг с другом. Кроме государственных спецслужб существовали частные, находившиеся в ведении наиболее влиятельных полевых командиров. Так, в начале 1998 года министр шариатской госбезопасности Ислам Халимов планировал ликвидировать уже имеющуюся в структуре СНБ службу контрразведки и создать собственную. Однако эти планы были сорваны конкурентами, а Халимов был отправлен в отставку.
После начала Второй чеченской войны СНБ ЧРИ фактически прекратила своё существование.